# Rhodocantha diagonalis
Rhodocantha diagonalis là một loài bướm đêm trong họ Crambidae.